# Kodama (duch)
Kodama (jap. 木霊, 木魂) – w kulturze japońskiej duch zamieszkujący stare, ponad stuletnie drzewa (podobnie jak greckie nimfy drzewne). Historie o nich są popularne w całej Japonii. 

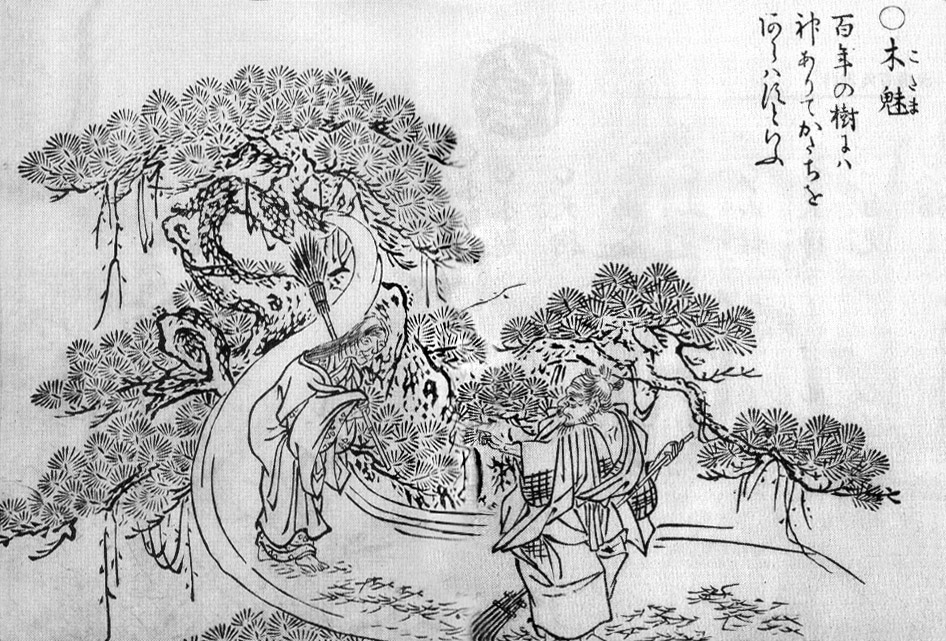
Ilustracja Sekiena Toriyamy przedstawiająca kodama w postaci starej kobiety

Kodamy pojawiają się przed wybranymi przez siebie ludźmi, którzy zgubili drogę w lesie. Bronią przed ludźmi drzew i mszczą się za wyrządzone im krzywdy. Ostrzegając ludzi, drzewa zamieszkane przez te istoty, oplata się specjalnym rodzajem oczyszczającej liny zwanej shimenawa. Wierzy się, że ścięcie drzewa zamieszkiwanego przez Kodama przynosi nieszczęście. Tak też było w historii Jujin no batsu (Kara wymierzona przez bóstwo drzewa) z Shin otogi bōko (Nowe lalki), zbioru wydanego w 1683 roku. 
W historii tej mężczyzna, nie wierząc w istnienie Kodamy zamieszkującej drzewo za jego domem, przycinał gałęzie i liście, aby nie zasłaniały mu słońca. Bóstwo rozumiało motywy działania właściciela domu, więc nie wyrządzało mu z tego powodu żadnej krzywdy, a on sam chełpił się wśród okolicznych ludzi tym, iż jako jedyny człowiek nie boi się przycinać drzewa enoki za swoim domem. Pewnego dnia stwierdził, iż wielkie drzewo jest bardzo stare, więc jego drewno na pewno bardzo dobrze by się paliło. Zwołał więc ludzi i zapytał czy ktoś by mu tego drzewa nie ściął. Jednak przesądni ludzie nie tylko nie chcieli ściąć drzewa, ale nawet nie chcieli mu pomagać. Właścicielowi nie pozostało więc nic innego, jak samemu zabrać się do pracy. Wziął siekierę i zaczął rąbać. Już po trzech uderzeniach źle się poczuł i zrobiło mu się ciemno przed oczami, więc postanowił kontynuować pracę następnego dnia. Tego samego wieczoru, gdy mężczyzna pił herbatę, pojawiła się przed nim młoda dziewczyna z raną na nodze, nic nie mówiła tylko szlochała i pokazywała ranę mężczyźnie. Właściciel domu zdenerwowany wylał gorącą herbatę na twarz dziewczyny, a sam położył się spać, gdy obudził się rano dziewczyny już nie było. Niedługo potem mężczyzna postradał zmysły, wziął w dłoń siekierę i okaleczył swoje ręce i nogi, a następnie wylał na siebie kociołek z gorącą wodą. Nie minęły cztery godziny od tego wydarzenia, a mężczyzna zmarł. Następnego dnia jedna z gałęzi drzewa uschła, a okoliczni ludzie zrozumieli, iż dziewczyna i drzewo są jedną istotą.
W innej historii drwal natrafił na stare drzewo o bardzo grubym pniu. Gdy wziął w dłoń siekierkę i uderzył w pień z całej siły, z miejsca które rozrąbał zaczęła tryskać duża ilość krwi. Przerażony drwal poprzysiągł sobie, iż nigdy więcej nie będzie ścinał starych drzew.
Japończycy przedstawiali kodamy jako szybkie i swobodnie poruszające się po górach, dolinach i lasach duchy. Przypisywano im również zjawisko echa – gdy ktoś krzyczał potwór miał mu odpowiadać z chwilowym opóźnieniem, idealnie naśladując głos człowieka. Czasami w kontekście echa używa się również określenia yamabiko, dlatego określenia yamabiko i kodama używane są zamiennie. Uwzględniając jednak znaki, którymi zapisywane są ich nazwy można przypuszczać, że kodamy to istoty zamieszkujące lasy, a yamabiko góry i doliny.

## Kodama w kulturze masowej
- Najbardziej rozpowszechnioną i znaną formą kodama w kulturze masowej są małe białe stworki z wielkimi głowami z trzema czarnymi otworami przypominającymi oczy i usta, pojawiające się w anime pt. Księżniczka Mononoke
- Kodamy pojawiają się również w wielu grach komputerowych np. Shin Megami Tensei i Magic: The Gathering
- W anime pt.Oh My Goddess! jest malutki ninja zwany kodamą
- Kodamy pojawiają się także w anime i mandze Amatsuki, m.in. jest nim jeden z głównych bohaterów Tsuyukusa
- Dziadek Yoh Asakury z Króla szamanów przywołuje duchy przypominające kodama jako swoich strażników duchowych
- Zespół elektroniczny Post-Fetus ma w swoim repertuarze piosenkę pt. Kodama on the Fabric
- Kodama to tytuł jednego z albumów post-rockowego zespołu "Alcest", którego członkowie przy tworzeniu inspirowali się japońskimi mitami i anime "Księżniczka Mononoke"